# Betonningsvaartuig

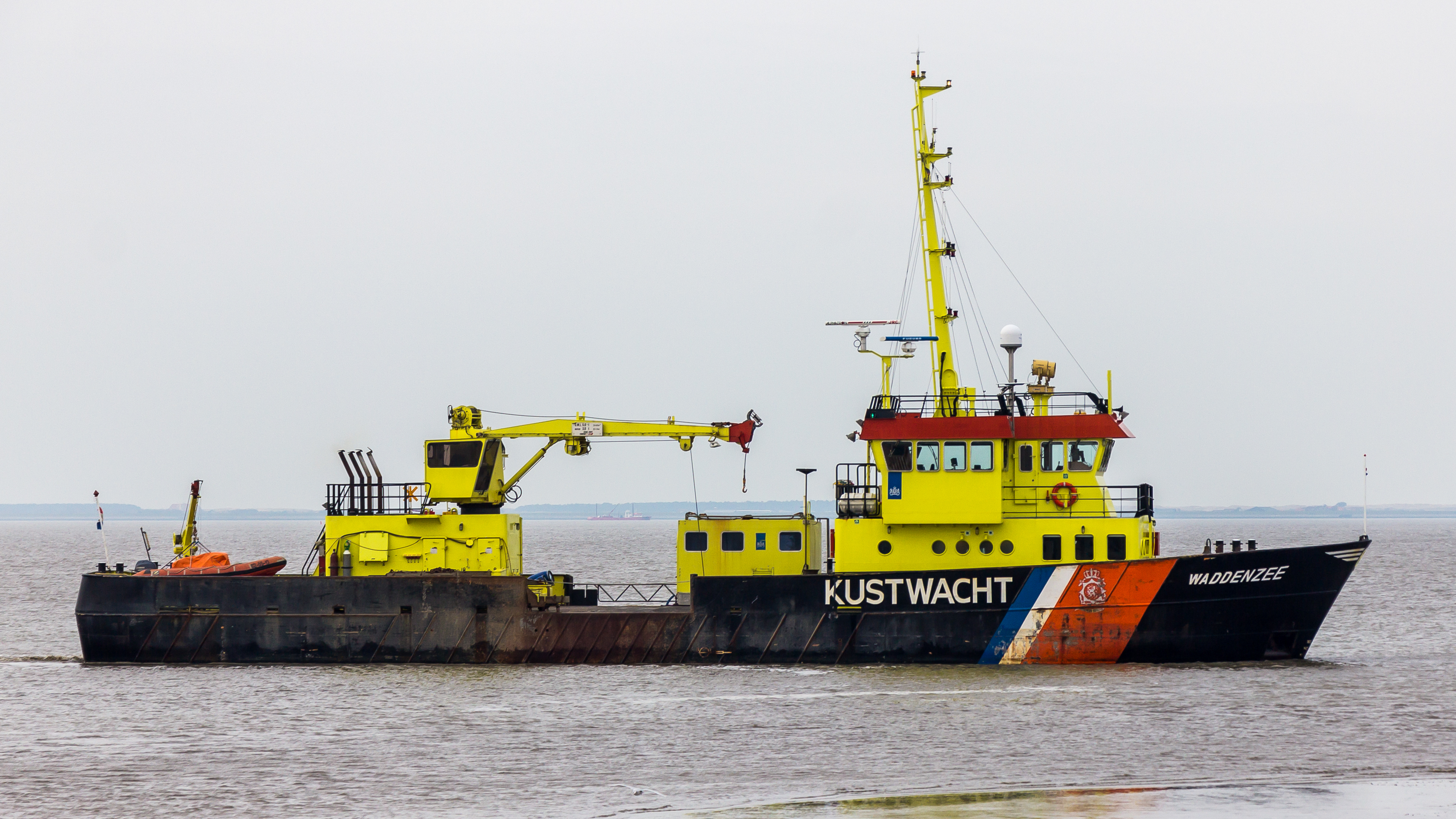
Betonningsvaartuig Waddenzee in 2018

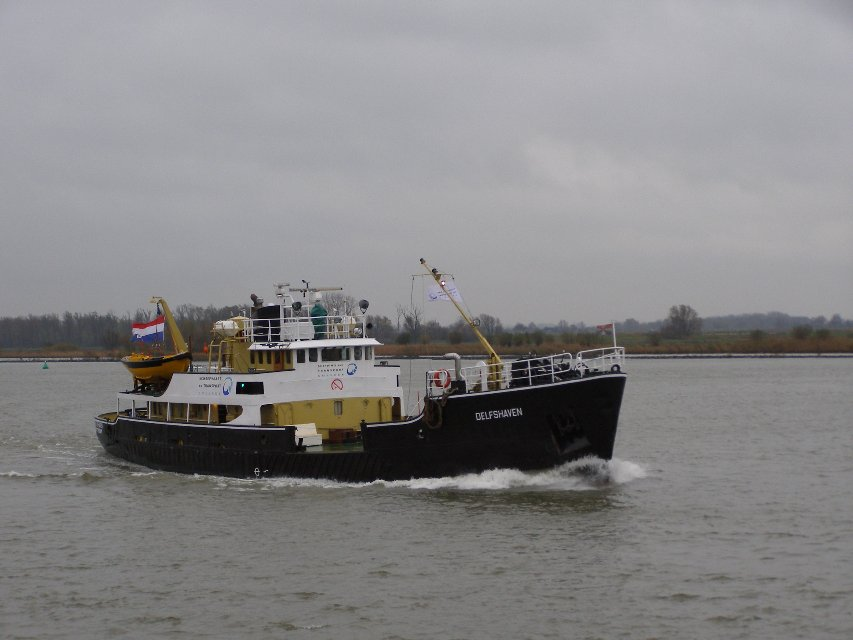
Betonningsvaartuig Delfshaven in 2007, toen het fungeerde als opleidingsschip

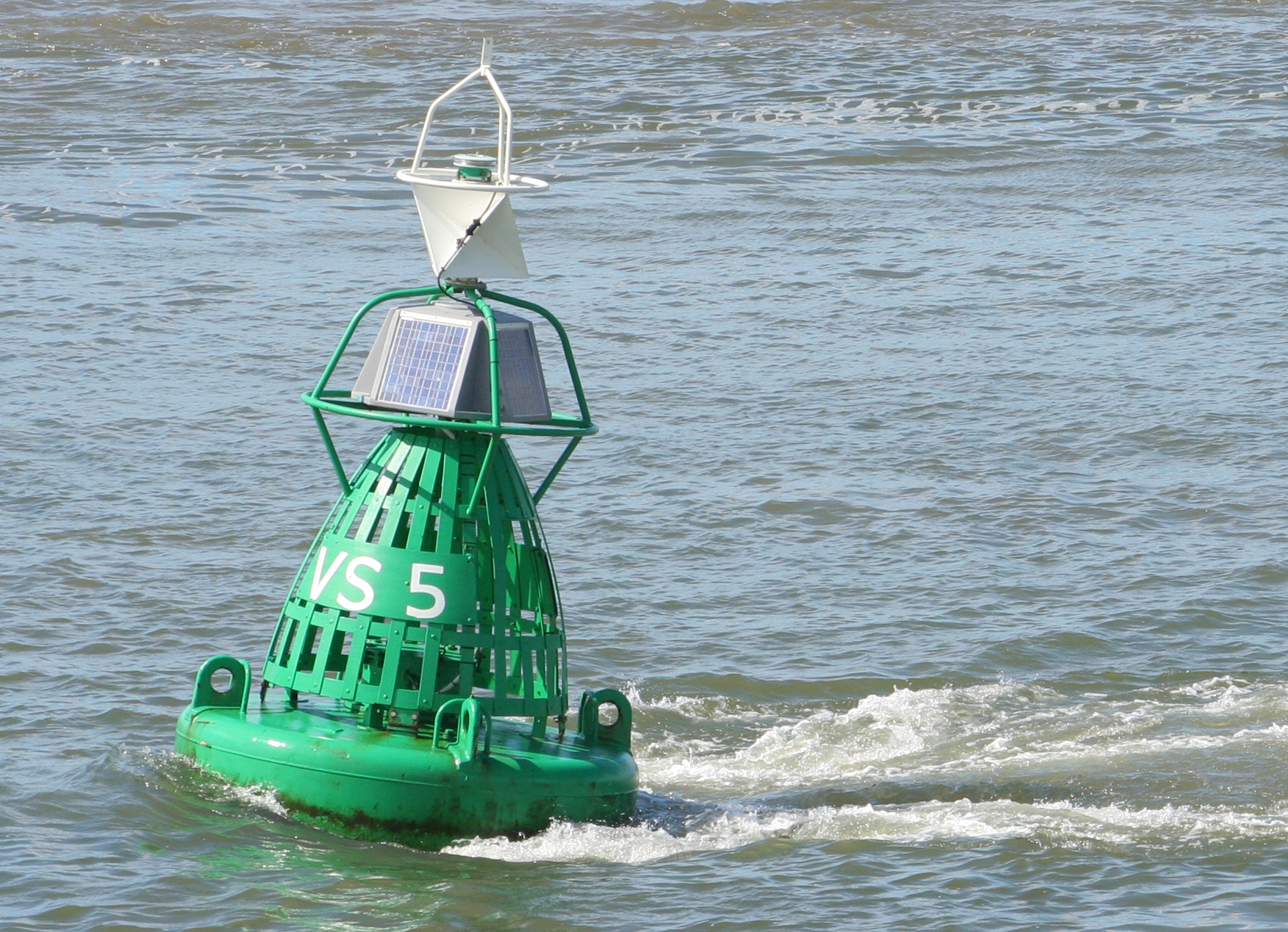
Betonning in 2007, met bovenop een radarreflector en daaronder zonnecellen

Een betonningsvaartuig, boeienlegger of tonnenlegger is een vaartuig dat boeien, tonnen, drijfbakens en steekbakens plaatst en onderhoudt. 
Anno 2011 beschikte Rijkswaterstaat over zeven operationele betonningsvaartuigen, te weten:
- Terschelling (bouwjaar 1988)
- Rotterdam (1987)
- Frans Naerebout  (1989)
- Nieuwe Diep (1990)
- Schuitengat (1990)
- Vliestroom (1987)
- Waddenzee (1994)

Voormalige betonningsvaartuigen zijn de Delfshaven (1959) en de Zaandam (1953).